# Várbalog
Várbalog (németül: Haidstall) község Győr-Moson-Sopron vármegyében, a Mosonmagyaróvári járásban található meg.

## Fekvése
Az osztrák határ mellett fekszik, Jánossomorjától 9 kilométerre északnyugatra, a régió központjától, Mosonmagyaróvártól légvonalban 15, közúton mintegy 22 kilométerre. A Mosonmagyaróvári járás legnyugatabbi települése. A 20. század nagy részében zsáktelepülés volt, a határnyitás némileg javított a helyzetén.

### Megközelítése
Mosonmagyaróvár és Csorna felől egyaránt a 86-os főúton közelíthető meg, amelyről Jánossomorjánál kell letérni a 8507-es, majd a 8508-as útra. Albertkázmérpuszta nevű különálló településrésze a központ irányából szintén a 8508-as, Mosonmagyaróvár felől pedig Mosonszolnokon át a 8505-ös úton érhető el.

## Története
Első írásos dokumentumok alapján az 1250-es években említik mint pusztát, majort, ami Pot nádor földesúr tulajdonában volt. A következő esemény 1279-ből ismert, amikor IV. Béla, Cseszneky Jakab mesternek adományozta a területet. Később a király megegyezett Cseszneky Jakabbal, a falu ismét királyi tulajdonba került, majd Csütörtökhely néven vált ismertté.
1451-ben Pfingsmark, Pünkösdvásár néven szerepel az írásos dokumentumok alapján. Sokáig semmi említés nem történik a településről, később mint a magyaróvári főhercegi uradalom pusztája – Jessemajor – szerepel
Önálló községgé fejlődése 1938-ban kezdődött, amikor a magyar állam megvásárolta a főhercegi uradalomhoz tartozó Jessemajort. Ekkor indult meg az a házépítési akció, melynek első ütemben 60 ház épült fel, és a helyiek és környékbelieken kívül 18 családot telepítettek Csanád vármegyéből. 1943-ra összesen 95 kétszobás, 25 egyszobás és 10 munkásház épül fel. Ekkor a község lakossága 967 fő volt. 1938-tól az építkezést, gazdálkodást és telepfelügyelőként magát a települést is Bácsi Nándor intéző irányította.
1946. január 1-től önálló község volt, majd 1970-től két évtizedre Jánossomorja része lett. 1990. január 1-től ismét önálló.

### Albertkázmérpuszta
Várbalog község része a tőle 5 kilométerre fekvő Albertkázmérpuszta is. A nevében Albert Kázmér szász-tescheni hercegnek, Mária Terézia vejének, Mária  Krisztina főhercegnő férjének emlékét őrző uradalmi mintatelep a 19. század harmincas éveiben épült, 42 ház, iskola, fogadó várta a telepeseket. Ekkor a környék legszebb és legmodernebb majorja volt gyárakkal. 1897-ben épült fel a bécsi Fogadalmi templom (Votivkirche) megjelenését idéző neogótikus temploma, melyet az 1990-es években felújítottak; különleges értékei a támpillérek, a bélletes kapu, az égetett kerámiákból sajtolt gótikus ornamentika és a magas gótikus torony a fiatornyocskákkal. A templomot Habsburg Frigyes főherceg építette kilencedik gyerekeként született első fia, a telep későbbi tulajdonosa, a Mosonmagyaróvári Gazdasági Akadémiát megalapító Habsburg-Tescheni Albrecht születése iránti felajánlásból.
Albertkázmérpuszta a trianoni békeszerződésig közigazgatásilag Féltorony határához tartozott, amely község 1920-ban Ausztriához került, ám e településrész Magyarországon maradt, ezért Hegyeshalomhoz csatolták. 1946 után Várbalog része lett, ezen belül 1970-ig Jánossomorjához tartozott. A telepnek 1930-ban 420 állandó lakója volt, napjainkban az állandó lakosok száma mintegy 20 fő. Elnéptelenedése politikai okokra vezethető vissza, mivel közvetlenül az államhatárnál fekszik – a jelzőrendszer mögé került, ami gyors elsorvadásához vezetett. Napjainkban lassan újjáéled.

## Közélete

### Polgármesterei
- 1990–1994: Ódor Ernő (független)[3]
- 1994–1998: Odor Ernő (független)[4]
- 1998–2002: Odor Ernő (független)[5]
- 2002–2006: Odor Ernő (független)[6]
- 2006–2010: Odor Ernő (független)[7]
- 2010–2014: Némethné Járdán Krisztina (független)[8]
- 2014–2016: Némethné Járdán Krisztina (független)[9]
- 2016–2019: Odorné Bodor Klára (független)[10]
- 2019–2024: Frank Anita (független)[11]
- 2024– : Lukács Zsolt (független)[1]

A településen 2016. november 20-án időközi polgármester-választást tartottak, az előző polgármester lemondása miatt.

## Népesség
A település népességének változása:
| Lakosok száma | 368  | 365  | 362  | 390  | 369  | 411  | 425  |
|               | 2013 | 2014 | 2015 | 2021 | 2022 | 2023 | 2024 |

A 2011-es népszámlálás során a lakosok 93,4%-a magyarnak, 3,7% németnek, 0,5% szlováknak mondta magát (5,8% nem nyilatkozott; a kettős identitások miatt a végösszeg nagyobb lehet 100%-nál). A vallási megoszlás a következő volt: római katolikus 76,7%, református 1,6%, evangélikus 0,3%, felekezeten kívüli 10,6% (10,3% nem nyilatkozott).
2022-ben a lakosság 84%-a vallotta magát magyarnak, 10,6% németnek, 2,4% horvátnak, 1,4% szlováknak, 0,8% románnak, 0,8% lengyelnek, 0,5% bolgárnak, 0,3% ruszinnak, 1,4% egyéb, nem hazai nemzetiségűnek (10,3% nem nyilatkozott; a kettős identitások miatt a végösszeg nagyobb lehet 100%-nál). Vallásuk szerint 52,6% volt római katolikus, 3% református, 0,5% evangélikus, 0,5% görög katolikus, 0,5% egyéb keresztény, 1,4% egyéb katolikus, 6,2% felekezeten kívüli (35,2% nem válaszolt).